# Coliseo Wanka
El Coliseo Wanka Angélica Quintana es un coliseo ubicado en la avenida Huancavelica de la ciudad de Huancayo, Perú. Es utilizado para la práctica de atletismo, volleyball, basketball, boxeo, tae kwon do y gimnasia. Debajo de sus tribunas aloja un centro de entrenamiento de alto rendimiento así como espacio destinado a brindar alojamiento a atletas.